# خط طول 9° شرق

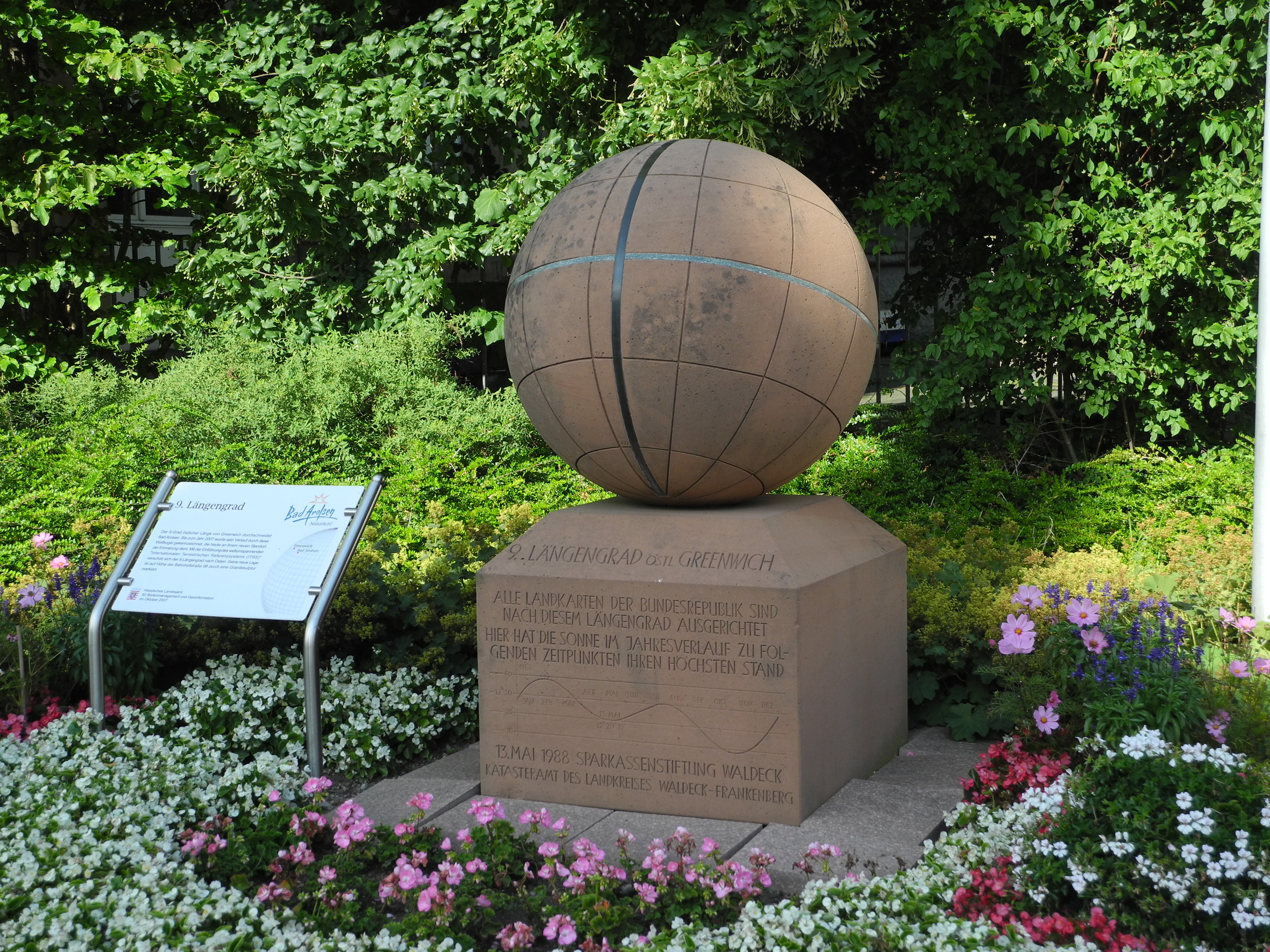
مجسم لخط طول 9° شرق

خط طول 9° شرق هو أحد خطوط الطول الجغرافية، والتي تمتد من القطب الشمالي الجغرافي إلى القطب الجنوبي الجغرافي، وحسب التحويل الزمني يتقدم خط طول 9° شرق عن خط غرينتش بـ36 دقيقة.

## من القطب إلى القطب
ينطلق خط طول 9° شرق من القطب الشمالي نحو القطب الجنوبي مرورا بالمناطق التي ترد في الجدول التالي:
| الإحداثيات                       | البلد أو الإقليم أو البحر | ملاحظات                                                                  |
| -------------------------------- | ------------------------- | ------------------------------------------------------------------------ |
| 90°0′N 9°0′E / 90.000°N 9.000°E  | المحيط المتجمد الشمالي    |                                                                          |
| 81°9′N 9°0′E / 81.150°N 9.000°E  | المحيط الأطلسي            |                                                                          |
| 63°39′N 9°0′E / 63.650°N 9.000°E | النرويج                   | Entering at هيترا in سور تروندلاغ. Exiting at Tverrdalsøya in أوست أغدر. |
| 58°34′N 9°0′E / 58.567°N 9.000°E | سكاغيراك                  |                                                                          |
| 57°9′N 9°0′E / 57.150°N 9.000°E  | الدنمارك                  | North Jutlandic Island                                                   |
| 57°1′N 9°0′E / 57.017°N 9.000°E  | Limfjord                  |                                                                          |
| 56°50′N 9°0′E / 56.833°N 9.000°E | الدنمارك                  | يوتلاند mainland                                                         |
| 54°53′N 9°0′E / 54.883°N 9.000°E | ألمانيا                   | just west of DCF77 time signal transmitter                               |
| 47°41′N 9°0′E / 47.683°N 9.000°E | سويسرا                    |                                                                          |
| 45°59′N 9°0′E / 45.983°N 9.000°E | إيطاليا                   | For about 2 km                                                           |
| 45°58′N 9°0′E / 45.967°N 9.000°E | سويسرا                    | For about 16 km                                                          |
| 45°50′N 9°0′E / 45.833°N 9.000°E | إيطاليا                   |                                                                          |
| 44°23′N 9°0′E / 44.383°N 9.000°E | البحر الأبيض المتوسط      | البحر الليغوري                                                           |
| 42°39′N 9°0′E / 42.650°N 9.000°E | فرنسا                     | Island of كورسيكا                                                        |
| 41°29′N 9°0′E / 41.483°N 9.000°E | البحر الأبيض المتوسط      | مضيق بونيفاسيو                                                           |
| 41°7′N 9°0′E / 41.117°N 9.000°E  | إيطاليا                   | Island of سردينيا                                                        |
| 39°0′N 9°0′E / 39.000°N 9.000°E  | البحر الأبيض المتوسط      | Passing just east of the جالطة, تونس                                     |
| 37°7′N 9°0′E / 37.117°N 9.000°E  | تونس                      |                                                                          |
| 32°8′N 9°0′E / 32.133°N 9.000°E  | الجزائر                   |                                                                          |
| 21°47′N 9°0′E / 21.783°N 9.000°E | النيجر                    |                                                                          |
| 12°50′N 9°0′E / 12.833°N 9.000°E | نيجيريا                   |                                                                          |
| 5°57′N 9°0′E / 5.950°N 9.000°E   | الكاميرون                 |                                                                          |
| 4°5′N 9°0′E / 4.083°N 9.000°E    | المحيط الأطلسي            | خليج غينيا - passing just east of the island of بيوكو, غينيا الاستوائية  |
| 0°39′S 9°0′E / 0.650°S 9.000°E   | الغابون                   |                                                                          |
| 1°19′S 9°0′E / 1.317°S 9.000°E   | المحيط الأطلسي            |                                                                          |
| 60°0′S 9°0′E / 60.000°S 9.000°E  | المحيط الجنوبي            |                                                                          |
| 69°55′S 9°0′E / 69.917°S 9.000°E | القارة القطبية الجنوبية   | أرض الملكة مود، المطالب الإقليمية بالقارة القطبية الجنوبية by النرويج    |